# 2000 en Tunisie
Chronologie de la Tunisie
- 1996
- 1997
- 1998
- 1999
- 2000
- 2001
- 2002
- 2003
- 2004

Cet article présente les faits marquants de l'année 2000 en Tunisie ou relatifs à la Tunisie.

## Événements
- 21 janvier : plusieurs centaines de personnes rendent hommage, à la cathédrale de Tunis et en présence de représentants du gouvernement et de personnalités politiques italiennes, à l'ancien président du Conseil italien Bettino Craxi mort le 19 janvier ; il est enterré dans le petit cimetière chrétien d'Hammamet où il vivait en exil depuis 1994.
- 1er février : les chauffeurs de taxi se mettent en grève pour protester contre l'introduction d'un nouveau code les obligeant à détenir un permis commercial ; ils craignent d'être harcelés par la police, constituant le début d'un mouvement plus général[1].
- avril : un mouvement étudiant a lieu après la hausse de 100 % de leurs tickets de repas et la création d'une police spéciale affectée aux universités[1].
- 3 avril : le journaliste Taoufik Ben Brik entame une grève de la faim pour protester contre la confiscation de son passeport et le harcèlement dont il est la cible ; il ne l'interrompt que le 4 mai.
- 6 avril : l'ancien président Habib Bourguiba meurt à son domicile de Monastir à l'âge de 96 ans et le président Zine el-Abidine Ben Ali proclame un deuil national de sept jours ; ses funérailles ont lieu le 8 avril à Monastir.
- 23 mai : l'ancien rédacteur de l'édition arabe du Monde diplomatique Riad Ben Fadhel est grièvement blessé par balles à Carthage.

## Sports

### Athlétisme
- Championnats de Tunisie d'athlétisme 2000

### Football
- Coupe des clubs champions arabes de football 2000
- Équipe de Tunisie de football en 2000
- Championnat de Tunisie de football 1999-2000
- Championnat de Tunisie de football 2000-2001
- Coupe de Tunisie de football 1999-2000
- Coupe de Tunisie de football 2000-2001

### Handball
- Championnat de Tunisie masculin de handball 1999-2000
- Championnat de Tunisie masculin de handball 2000-2001

### Volley-ball
- Équipe de Tunisie de volley-ball en 2000
- Championnat de Tunisie masculin de volley-ball 1999-2000
- Championnat de Tunisie masculin de volley-ball 2000-2001

## Culture
- La Saison des hommes, film franco-tunisien réalisé par Moufida Tlatli, sorti en salles en décembre 2000, est le deuxième long métrage de la réalisatrice tunisienne ; il est d'abord présenté au Festival de Cannes, dans la sélection officielle « Un certain regard ».
- Sois mon amie, film tunisien réalisé en 2000 par Naceur Ktari dont il constitue le deuxième long métrage, obtient le Tanit de bronze aux Journées cinématographiques de Carthage la même année.
- 24 mai : le Comar d'or est attribué à :
  - Kandil bab el medina, ouvrage en langue arabe d'Abdelkader Belhadj Nasr ;
  - Des Voix dans la traversée, ouvrage en langue française de Majid El Houssi.

## Naissances en 2000
- Naissance en Tunisie en 2000

## Décès en 2000
- Décès en Tunisie en 2000